# Последний янычар
«Последний Янычар» — исторический телесериал 2014 года, повествующий о казачестве и Турции.
Количество серий — 115, при том, что первоначальная задумка распространялась на 270 серий, но в итоге решили сократить.
Проект был отснят в качестве ответвления (сиквела) к популярному сериалу 2013 года с теми же персонажами «Пока станица спит».

## Сюжет
В центре сюжета сериала «Последний Янычар» — бесчеловечная торговля людьми и всевозможные способы борьбы с ней. На фоне суматохи развиваются любовные отношения. Все действие происходит на фоне казачьей станицы, городка Устюжина, большого города Константинова, и турецкого Стамбула, ранее Константинополя. Главный герой всего сериала — послушный янычар Альтан-бей. Его путь начинается с услужения сыну турецкого посла в России Гюльхан-бею. Позже Марыся Сотник, молодая казачка, показывает ему, что возможна иная жизнь, в которой отсутствуют янычарские стереотипы.

## В ролях
- Александр Суворов — Альтан Бей
- Зоряна Марченко — Марыся Сотник
- Артём Алексеев — Фёдор Сотник
- Игорь Петренко — Ермолай
- Алексей Тритенко — Игнат
- Армен Джигарханян — Батур
- Анатолий Хостикоев — Гаврила Петрович
- Галина Безрук — Оксана
- Юрий Беляев — Мустафа
- Дарья Егорова — Ольга Рогожина
- Анна Сагайдачная — Анна
- Александр Соколов — Роман
- Олег Москаленко — Осип
- Александр Мохов — Пётр Аверьянович Колеванов
- Теона Дольникова — Зулейка
- Диана Розовлян — Айгуль
- Татьяна Казанцева — Лидия
- Сергей Векслер — Аблимед
- Юлия Рутберг — Дениз
- Антон Макарский — Умар
- Тарас Цымбалюк — Гюльхан
- Юрий Гребельник — Айдын
- Олеся Жураковская — Любовь
- Владимир Горянский — Тимофей
- Михаил Голубович — сибирский купец Никифор Кулешов

## Съёмочная группа
- Авторы сценария — Наталья Козловская, Андрей Козловский
- Режиссёры — Александр Мохов, Антон Гойда
- Продюсеры — Алексей Целихин, Владимир Дубровин, Валентин Опалев

## Премии и награды
Сериал стал одним из трёх финалистов из проектов номинированных на премию ТЭФИ-2015 в категории «Теленовелла». Но ТЭФИ достался сериалу «Возвращение Мухтара».
По мнению читателей сайта Кино-театр.ру сериал занял 1 место из 10 самых популярных российских сериалов 2015 года.